# Jiřetín pod Bukovou
Jiřetín pod Bukovou (en allemand : Georgenthal) est une commune du district de Jablonec nad Nisou, dans la région de Liberec, en Tchéquie. Sa population s'élevait à 445 habitants en 2021.

## Géographie
Jiřetín pod Bukovou se trouve à 8 km au nord-est de Jablonec nad Nisou, à 15 km à l'est de Liberec et à 96 km au nord-est de Prague.
La commune est limitée par Josefův Důl au nord, par Albrechtice v Jizerských horách à l'est, par Tanvald et Smržovka au sud et par Lučany nad Nisou à l'ouest.

## Histoire
La première mention écrite du village date de 1654.

## Transports
Par la route, Jiřetín pod Bukovou se trouve à 10 km de Jablonec nad Nisou, à 20 km de Liberec, à 29 km de Semily et à 118 km de Prague.

## Personnalité
- Daniel Swarovski (1862-1956), tailleur de verre et joaillier autrichien